# Préjano
Préjano és un municipi de la Rioja, a la regió de la Rioja Baixa. Es troba en el marge esquerre del riu Ruesca, afluent del Cidacos. Va ser un antic poble miner, avui dia els seus habitants es mantenen gràcies a l'agricultura i la indústria de la capital de la comarca: Arnedo.